# Fed Fedorciw
Fed’ Fedorciw (ur. 1 grudnia 1889 w Dolinie, zm. 5 marca 1930 we Lwowie) – ukraiński działacz polityczny, w latach 1918–1927 redaktor naczelny „Diła”.
Reprezentował nurt narodowy w polityce mniejszości ukraińskiej w II Rzeczypospolitej jako członek Ukraińskiej Partii Narodowo-Demokratycznej.